# BIKINI state
Der BIKINI state war im Vereinigten Königreich ein Indikator für den aktuellen militärischen Bedrohungszustand (analog zu DEFCON in den USA), der von der britischen Regierung verwendet wurde. Es war ausschließlich für den internen Gebrauch durch Militär, Polizei und andere Behörden vorgesehen. Dieses System wird nicht mehr verwendet und wurde durch die allgemeineren UK Threat Levels ersetzt. Nach Angaben des britischen Verteidigungsministeriums wurde das Wort Bikini zufällig von einem Computer ausgewählt.

## Verwendung
Das Verteidigungsministerium des Vereinigten Königreichs nutzte es, um vor nicht spezifischen Kriegs- oder Terroraktivitäten zu warnen. Es wurde zusätzlich zum TESSERAL-System verwendet, das vor spezifischen Bedrohungen durch Terroristen, die Boden-Luft-Raketen und/oder Flugabwehr nutzen, warnte. Die Skala wurde ebenfalls vom Königlichen Vollzugsdienst in England sowie Wales genutzt.
Die BIKINI-Alarmstufen wurden in Form von Schildern am Eingang von Behörden sowie militärischen Einrichtungen angebracht. Ähnlich ist das DEFCON-Alarmsystem der Vereinigten Staaten, jedoch wurden die BIKINI-Alarmstufen durch die jeweilige Behörde oder Militärbehörde verhängt, nicht wie bei DEFCON landesweit. Die höchsten Alarmstufen sind RED (Rot) sowie AMBER (Bernstein), die aber nur für befristete Zeiträume verhängt wurden. 
Dieselben Bezeichnungen treffen auch auf das TESSERAL-Alarmstufensystem zu, jedoch werden diese bei einer besonderen Luftwaffenbedrohung erteilt.

## Ehemalige Alarmstufen
| RED |
| --- |

| AMBER |
| ----- |

| BLACK SPECIAL |
| ------------- |

| BLACK |
| ----- |

| WHITE |
| ----- |